# Petit-Noir
Petit-Noir é uma comuna francesa na região administrativa de Borgonha-Franco-Condado, no departamento de Jura. Estende-se por uma área de 20,52 km². Em 2010 a comuna tinha 1 110 habitantes (densidade: 54,1 hab./km²).